# Baixo Jaguaribe (tiểu vùng)
Baixo Jaguaribe là một tiểu vùng thuộc bang Ceará, Brasil. Tiều vùng này có diện tích 9951 km², dân số năm 2007 là 286212 người.